# Stille dage i Clichy
Stille dage i Clichy (en danès, Dies tranquils a Clichy) és una pel·lícula danesa estrenada el 1970 que va ser escrita i dirigida per Jens Jørgen Thorsen. Ambientada a París, inclou música de Country Joe McDonald i Ben Webster. Tret de la novel·la semiautobiogràfica novel·la de 1956 de Henry Miller, actualitzada des dels anys trenta fins als anys seixanta, ofereix reflexions i incidents en la vida de dos joves que comparteixen un apartament. La quantitat de nuesa, activitat sexual i llenguatge cru de la pel·lícula ha restringit la seva projecció pública a molts països.

## Argument
L'escriptor estatunidenc Joey i el seu amic europeu Carl comparteixen un pis al barri de Clichy-sous-Bois de París a finals dels anys seixanta. El temps lliure i els diners que tenen es dediquen majoritàriament a perseguir dones.
Una artista surrealista arriba al seu apartament, ofereix els seus serveis i pinta consignes a les parets del bany. En una cafeteria, Joey coneix l'amable Nys i van a un hotel. Després al carrer, quan ella li demana diners, ell li dona tot el que té. Es queda sense res per sopar, recorre els carrers de la ciutat amb una fam i una angoixa cada vegada més gran. Tornant desesperat a l'apartament buit, es veu reduït a treure constantment menjar de la paperera. Tractant de dormir inútilment, és despertat per Carl que ha tornat a la Colette, una menor d'edat fugitiva a la qual li donen una llar. Joey té més cites amb Nys, sense càrrec perquè gaudeix de la seva companyia. Els pares de la Colette finalment la localitzen i la recuperen, dient a Carl i Joey que no informaran a la policia sempre que els dos no tornin a veure la noia.
Considerant prudent abandonar França un temps, els dos homes prenen un tren cap a Luxemburg que troben pintoresc però avorrit. Quan el propietari d'un bar els diu que el seu establiment està lliure de jueus, el colpegen i tornen ràpidament a París. Allà Joey coneix l'exòtica Mara, que afirma haver tingut una carrera brillant a Costa Rica però es veu temporalment reduïda a prostituir-se als Champs-Élysées. En Carl torna dues prostitutes d'un bar de jazz, totes dues anomenades Christine, i les cinc passen una nit salvatge. Més tard, Carl i Joey es diverteixen amb dos visitants daneses, un dels quals no para de proclamar la seva indisponibilitat perquè és una dona casada amb dos fills.

## Repartiment
- Paul Valjean: Joey
- Wayne Rodda: Carl
- Ulla Koppel: Nys
- Lisbet Lundquist: Jeanne
- Elsebeth Reingaard: Colette
- Olaf Ussing: Pare
- Noemie Roos: Mare
- Ben Webster: Ben Webster
- Avi Sagild: Mara
- Susanne Krage: Christine
- Louise White: Surrealista
- Petronella: Adrienne